# Rue Chomel
La rue Chomel est une voie du 7e arrondissement de Paris, en France.

## Situation et accès
La rue Chomel est une voie publique située dans le 7e arrondissement de Paris. Elle débute au 40, boulevard Raspail et se termine au 12-16, rue de Babylone.
Le quartier est desservi par les lignes de métro 10 et 12 à la station Sèvres - Babylone.

## Origine du nom

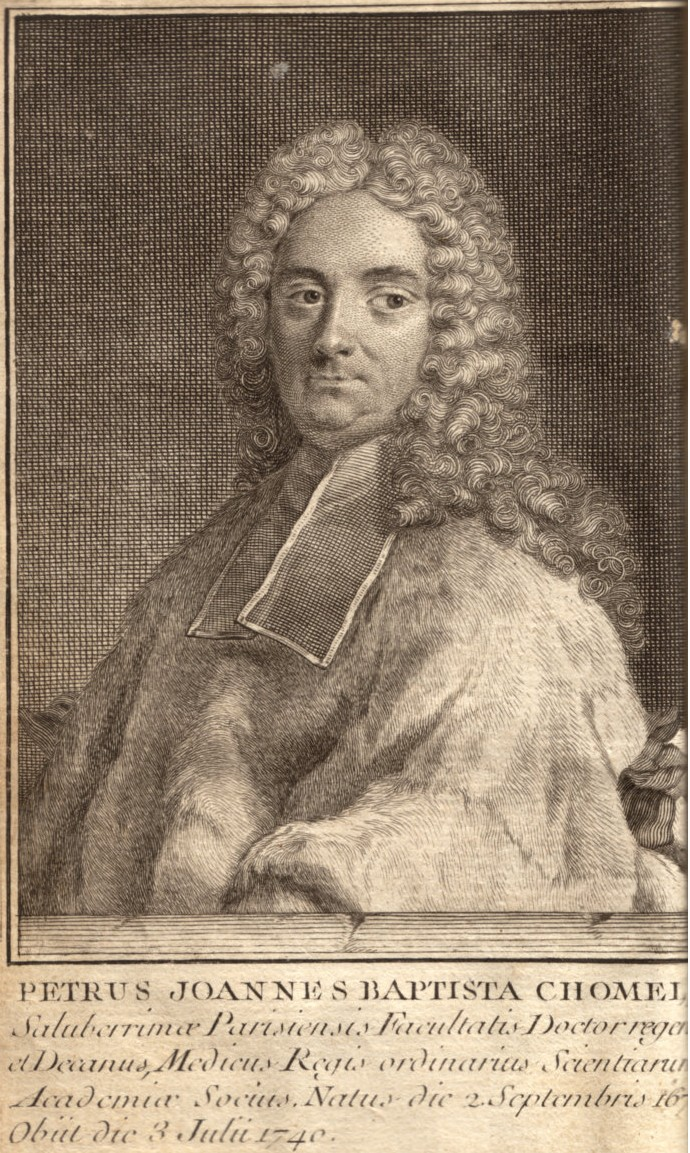
Pierre-Jean-Baptiste Chomel.

Elle porte le nom du médecin Pierre-Jean-Baptiste Chomel (1671-1740) et celui de son descendant, le médecin Auguste Chomel (1788-1858), qui eut le roi Charles X comme patient.

## Historique
Par un arrêté du 26 août 1868, cette rue est ouverte sur des terrains de l'hospice des Petits Ménages cédés à la Ville par l'Assistance publique, entre les rues de la Chaise et de Babylone. Elle prend sa dénomination actuelle par un décret du 11 septembre 1869.

## Bâtiments remarquables et lieux de mémoire
- No 8 : école primaire polyvalente.
- No 11 : immeuble de 1878-1880 réalisé par l'architecte J. Vramant (signature en façade), orné d'un fronton et de cariatides[1].
- No 14 : immeuble Art déco, commandé à l'architecte Émile Boursier en 1934 par la compagnie d’assurance vie « La Populaire » ; sculptures de Raymond Delamarre[3].

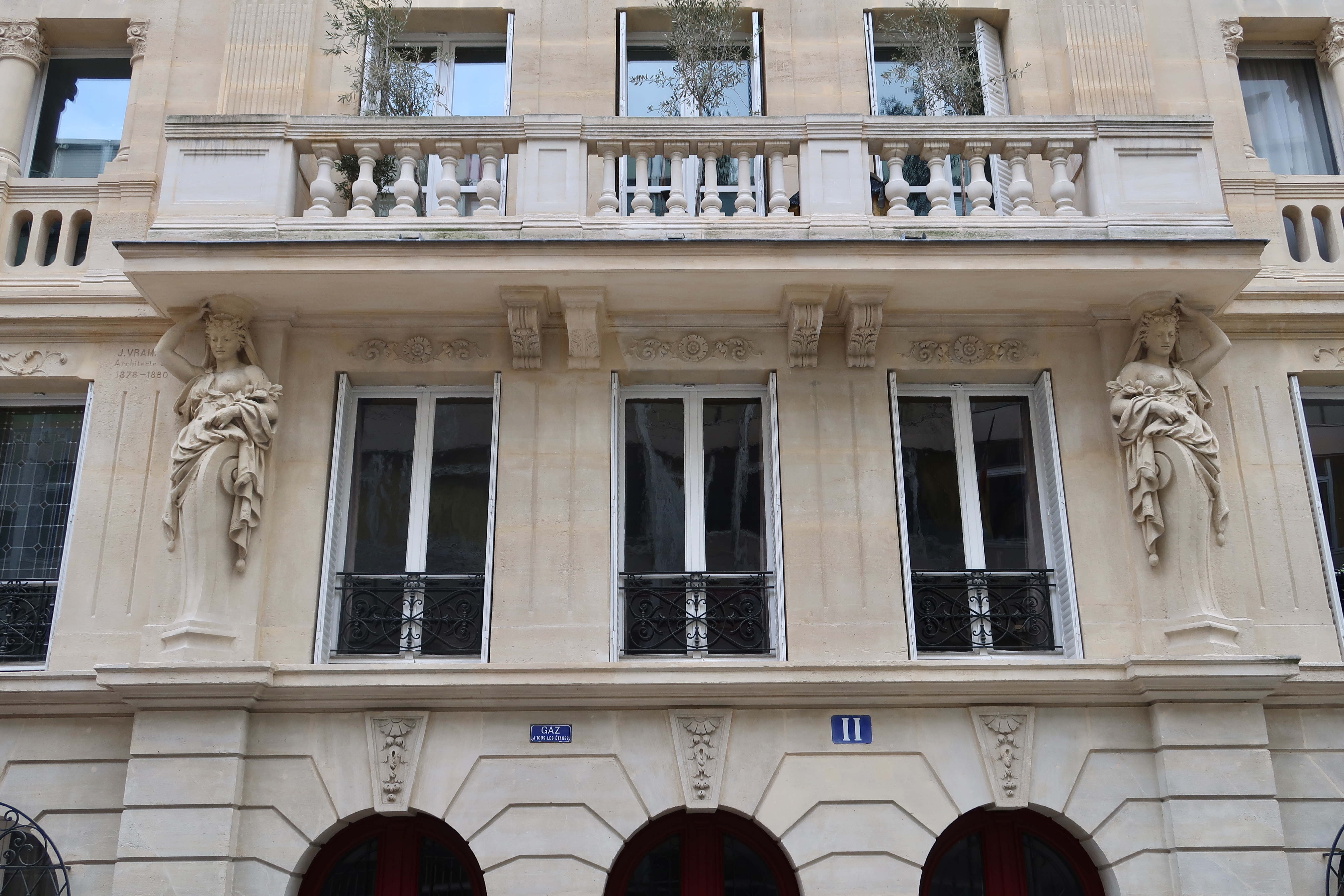
No 11 : cariatides.
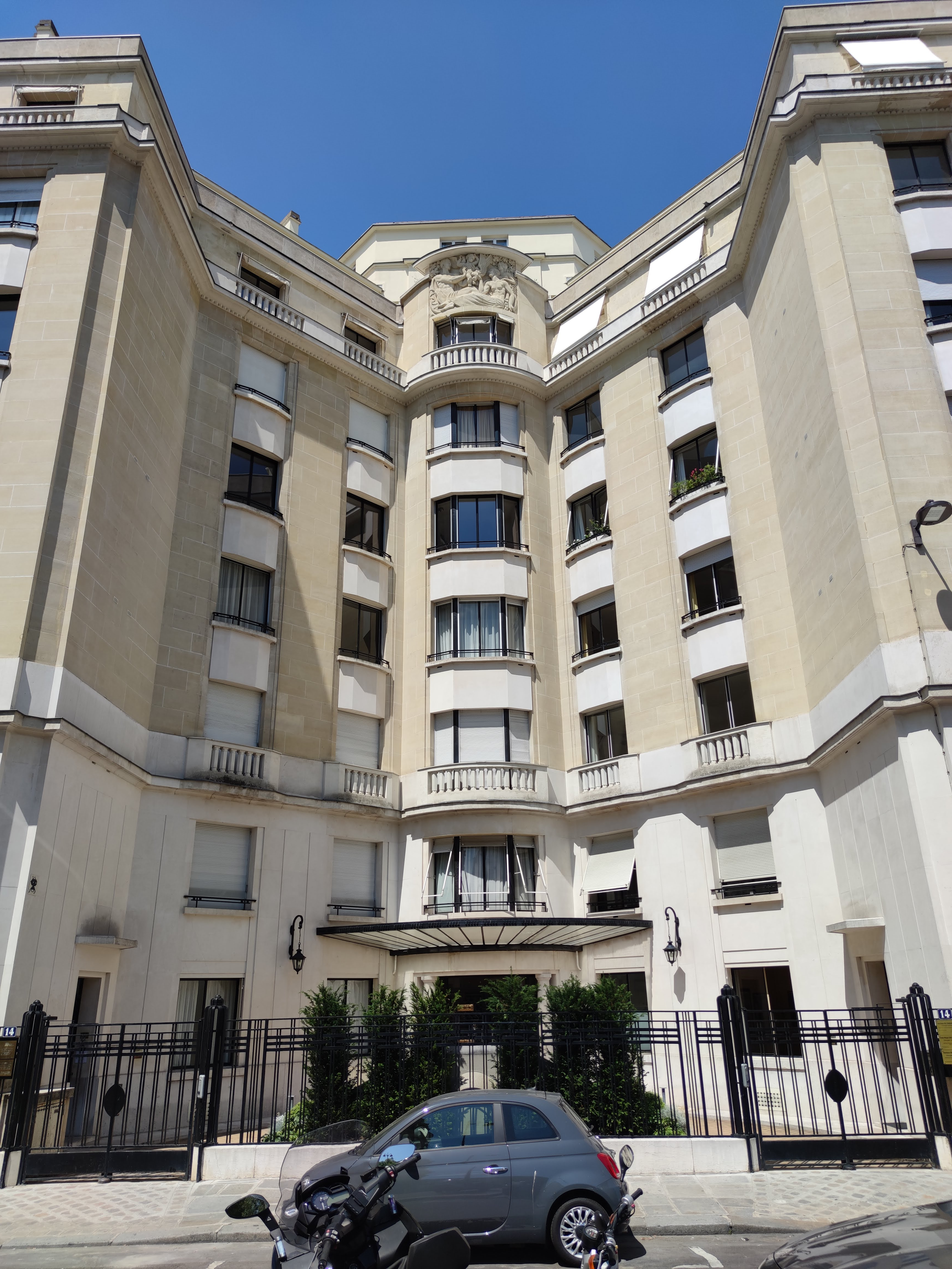
No 14.
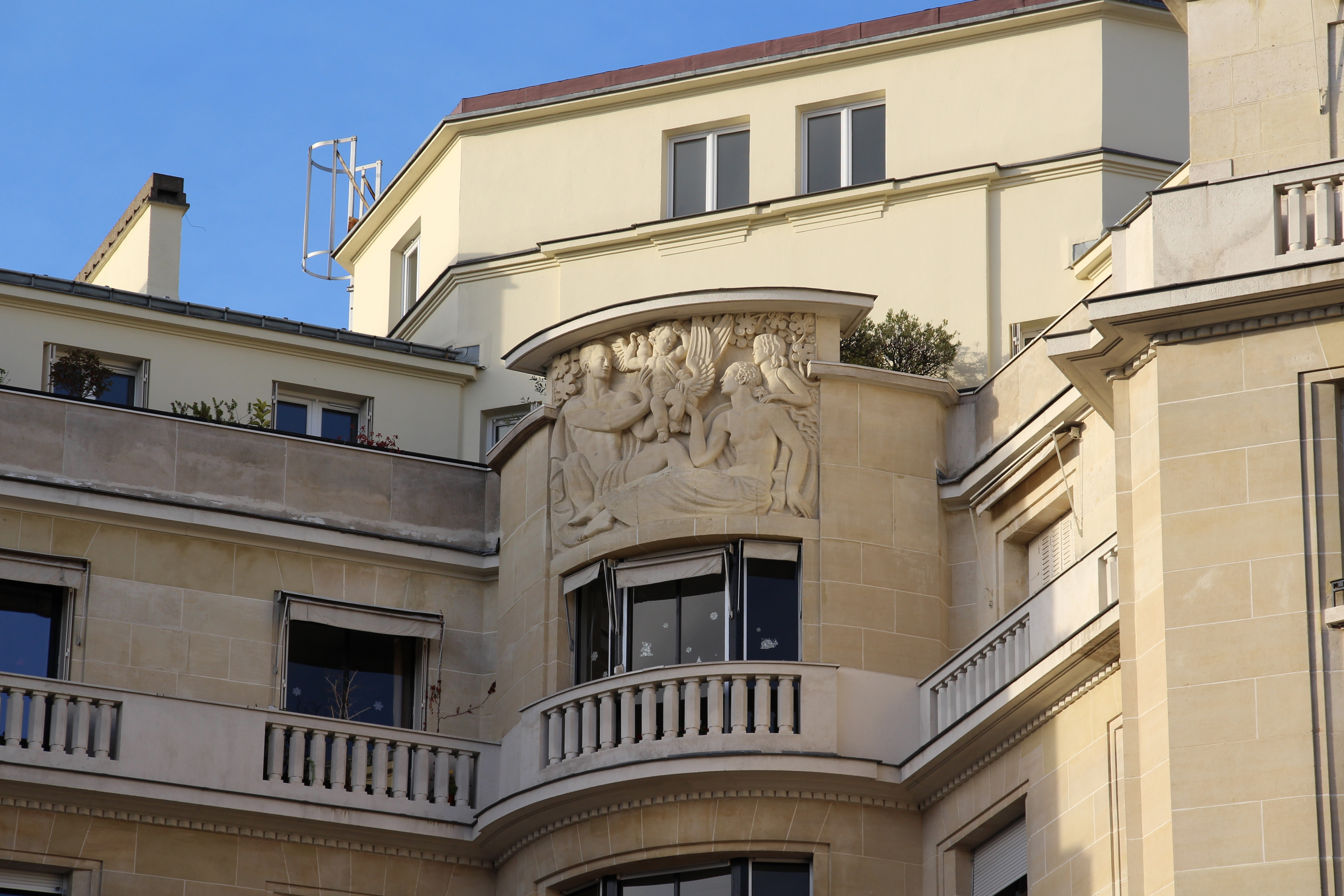
No 14 : La Famille, bas-relief du sculpteur Raymond Delamarre (1934).